# Tân Phú, Vĩnh Tường
Tân Phú là một xã thuộc huyện Vĩnh Tường, tỉnh Vĩnh Phúc, Việt Nam.
Tên của xã được ghép từ tên của hai xã cũ là Tân Cương và Phú Thịnh.

## Địa lý
Xã Tân Phú nằm ở phía tây huyện Vĩnh Tường, có vị trí địa lý:
- Phía đông giáp thị trấn Thổ Tang và xã Thượng Trưng
- Phía tây giáp thành phố Hà Nội và xã Cao Đại
- Phía nam giáp xã Lý Nhân
- Phía bắc giáp xã Lũng Hòa.

Xã Tân Phú có diện tích 4,36 km², dân số năm 2019 là 7.244 người, mật độ dân số đạt 1.661 người/km².

## Lịch sử
Địa bàn xã Tân Phú hiện nay trước đây vốn là hai xã Tân Cương và Phú Thịnh thuộc huyện Vĩnh Tường.
Trước khi sáp nhập, xã Tân Cương có diện tích 2,32 km², dân số là 3.647 người, mật độ dân số đạt 1.572 người/km², có 3 thôn: Dẫn Tự, Hòa Lạc, Đồng Phú. Xã Phú Thịnh có diện tích 2,04 km², dân số là 3.597 người, mật độ dân số đạt 1.763 người/km², có 4 thôn: Bàn Mạch, Đan Thượng (nằm trong đê) và Yên Xuyên, Bàn Giang (nằm ngoài đê).
Ngày 10 tháng 1 năm 2020, Ủy ban Thường vụ Quốc hội ban hành Nghị quyết số 868/NQ-UBTVQH14 về việc sắp xếp các đơn vị hành chính cấp xã thuộc tỉnh Vĩnh Phúc (nghị quyết có hiệu lực từ ngày 1 tháng 2 năm 2020). Theo đó, sáp nhập toàn bộ diện tích và dân số của hai xã Tân Cương và Phú Thịnh thành xã Tân Phú.